# Erysiphe magnicellulata
Erysiphe magnicellulata är en svampart som beskrevs av U. Braun 1978. Erysiphe magnicellulata ingår i släktet Erysiphe och familjen Erysiphaceae.  Arten är reproducerande i Sverige. Inga underarter finns listade i Catalogue of Life.